# 小山田庄左衛門
小山田 庄左衛門（おやまだ しょうざえもん、生没年不詳）は、江戸時代前期の武士。赤穂藩浅野氏の家臣。

## 生涯
赤穂藩の江戸詰め藩士・小山田一閑の子として誕生。父の隠居後に家督を継ぎ、江戸詰め100石となる。
元禄14年（1701年）3月14日に主君・浅野長矩が江戸城にて高家・吉良義央に対し刃傷におよび、赤穂藩が改易になると、大石良雄による仇討ちの盟約に早くから加わり、本所林町五丁目に堀部武庸と住んでいた。ところが、庄左衛門は酒と女におぼれ金に困っていた。その後、同志の片岡高房から金5両と小袖を盗んで逃亡した。元禄15年（1702年）12月15日の討ち入り後、詳細を知った父・一閑はこれを恥じて12月18日に切腹している。
享保6年（1721年）1月15日、深川万年町冬木店に住む中島隆碩という医者の夫妻が、下男の直助（権兵衛とも言われる）に殺害された事件が起こった。『享保通鑑』は中島隆碩が浅野長矩に仕えていたことを記しているため、これが小山田庄左衛門であるとしているが真相は不明である。

## 登場する作品
講談
- 『直助権兵衛』
- 『赤穂義士外伝～小山田庄左衛門』